# Étienne Capoue
Étienne Capoue (ur. 11 lipca 1988 w Niort) – francuski piłkarz grający na pozycji defensywnego pomocnika w Villareal CF.

## Kariera klubowa
Capoue urodził się w mieście Niort, a karierę piłkarską rozpoczął w Angers. Wychował się w tamtejszym klubie Angers SCO, a w 2005 roku przeszedł do Toulouse FC. Po grze w juniorach został w 2006 roku członkiem kadry pierwszego zespołu, jednak w sezonie 2006/2007 nie zadebiutował w Ligue 1. Swoje pierwsze spotkanie w lidze Francji zaliczył 8 grudnia 2007 w wygranym 1:0 domowym meczu z Lille OSC. W sezonie 2007/2008 rozegrał 5 spotkań, ale już od początku sezonu 2008/2009 jest podstawowym zawodnikiem Toulouse. 18 października 2008 zdobył pierwszą bramkę w Ligue 1 w przegranym 1:2 wyjazdowym meczu z Girondins Bordeaux.
| Sezon   | Klub              | Kraj    | Rozgrywki      | Mecze | Bramki | Rozgrywki Europy                    | Mecze | Bramki |
| ------- | ----------------- | ------- | -------------- | ----- | ------ | ----------------------------------- | ----- | ------ |
| 2007/08 | Toulouse FC       | Francja | Ligue 1        | 5     | 0      | Liga Mistrzów UEFA Liga Europy UEFA | 0 0   | 0 0    |
| 2008/09 | Toulouse FC       | Francja | Ligue 1        | 32    | 1      | -                                   | -     | -      |
| 2009/10 | Toulouse FC       | Francja | Ligue 1        | 33    | 0      | Liga Europy UEFA                    | 7     | 0      |
| 2010/11 | Toulouse FC       | Francja | Ligue 1        | 37    | 2      | -                                   | -     | -      |
| 2011/12 | Toulouse FC       | Francja | Ligue 1        | 33    | 3      | -                                   | -     | -      |
| 2012/13 | Toulouse FC       | Francja | Ligue 1        | 34    | 7      | -                                   | -     | -      |
| 2013/14 | Tottenham Hotspur | Anglia  | Premier League | 12    | 1      | Liga Europy UEFA                    | 4     | 0      |
| 2014/15 | Tottenham Hotspur | Anglia  | Premier League | 11    | 0      | Liga Europy UEFA                    | 3     | 0      |
| 2015/16 | Watford           | Anglia  | Premier League | 33    | 0      | -                                   | -     | -      |
| 2016/17 | Watford           | Anglia  | Premier League | 37    | 7      | -                                   | -     | -      |
| 2017/18 | Watford           | Anglia  | Premier League | 23    | 1      | -                                   | -     | -      |
| 2018/19 | Watford           | Anglia  | Premier League | 33    | 1      | -                                   | -     | -      |

Stan na: 13 maja 2019 r.

## Kariera reprezentacyjna
W 2008 roku Capoue zadebiutował w reprezentacji Francji U-21. Ma za sobą także występy w kadrze U-18 i U-19. 15 sierpnia 2012 roku zadebiutował w seniorskiej reprezentacji Francji. Miało to miejsce w Hawrze, w spotkaniu przeciwko Urugwajowi. W drugim występie - w spotkaniu przeciwko Białorusi - zdobył swojego pierwszego gola dla francuskiej kadry.

## Życie prywatne
Étienne jest bratem Auréliena Capoue, grającego obecnie w US Boulogne.